# Ohm (Flüssigkeitsmaß)
Das Ohm, auch Ahm, Ohme, Saum, Sauma, Soma, Sohm war eine Volumeneinheit, die sich vom lateinischen Namen des Eimers, „ama“, ableitet. Das Maß war in Deutschland, Dänemark, den Niederlanden (hier Aam), Estland, Schweden und der Schweiz verbreitet. Ein Ohm entsprach zwischen 134 und 174,75 Litern. Angewendet wurde der Begriff vorrangig auf Flüssigkeitsvolumina und dabei auch, aber nicht ausschließlich, auf Wein.

## Ohm als Saummaß
Grund der Entstehung waren die Gegebenheiten, die der Transport größerer Mengen von Flüssigkeiten mit sich brachte. Ein Ohm entsprach demnach der Belastbarkeit eines Tragtieres. Vor allem in Gebirgsregionen spielte diese Maßeinheit eine große Rolle, da man nur mit Saumtieren die sogenannten Saumpfade (schwer passierbare Gebirgspässe) überqueren konnte. Das Lasttier wurde seitlich mit zwei gleichmäßig belasteten Behältern behängt – den sogenannten Lägeln. Zwei Lägel ergaben also ein Ohm.
Da man an unterschiedlichen Orten unterschiedliche Lasttiere benutzte (Esel, Maultier, Pferd), erklären sich daraus auch die divergierenden Entsprechungen zu den heutigen Maßen in verschiedenen Regionen. Esel und Maultier konnten netto etwa mit 120,5 Kilogramm beladen werden (134 Liter Öl), Pferde hingegen mit 136 Kilogramm (151 Liter). Ohmgrößen über 150 Liter kann man dahingehend erklären, dass das sogenannte Wagensaum verwendet wurde, was ebenfalls in den Gebirgen verwendeten Karren entspricht.

## Maßverhältnisse
Die Maßkette für das Ohm war regional unterschiedlich. Allgemein waren 6 große oder 10 kleine Ohm ein Fuder. Eine überwiegende Teilung war bei der Unterscheidung von großer und kleiner Ohm beispielsweise im Großherzogtum Baden. Das Maß (alt) wurde nur in Freiburg mit Wühremaß bezeichnet.
- 1 Ohm (groß) = 20 Viertel = 80 Maß (alt) = 90 Maß (neu) = 320 Schoppen
- 1 Ohm (klein) = 12 Viertel

Im Herzogtum Braunschweig rechnete man
- 1 Ohm = 4 Anker = 40 Stübchen = 80 Maß = 160 Quartier[2]

Allgemein waren 1 ½ Ohm gleich einem Oxhoft.
Das Maß Saum ist nicht immer identisch mit dem Ohm. Saum in der Schweiz und Österreich war Volumen- und Gewichtsmaß. Saum in der Schweiz hatte in Basel 3 Ohm. In Wien hatte als Gewichtsmaß ein Saum 275 Wiener Pfund. Beim Stahlhandel hatte ein Saum 2 Lägel oder 250 Wiener Pfund, dies entsprach 140 Kilogramm. In der deutschen Textilindustrie war das Saum als Zählmaß für Tuche bekannt.

## Verschiedene Ohm-Entsprechungen
Ein Ohm entsprach in:
- Baden 150,1 Liter
- Basel 45 Liter (= 32 Mass)[6]
- Braunschweig 149,895 Liter[7]
- Coburg 139,32 Liter
- Dänemark 149,75 Liter oder teilweise auch 154,58 Liter[7]
- Frankfurt am Main 143,42 Liter
- Hannover 155,758 Liter[7]
- Lübeck Sachsen-Meiningen 64,45 Liter
- Mecklenburg 145,5 Liter
- Norwegen 149,591 Liter[7]
- Preußen 137,404 Liter[7]
- Rheinhessen 160 Liter[7]
- Russland 147,591 Liter[7]
- Schweden 157,039 Liter[7]
- Schweiz (Saum) 150,1 Liter
- Tübingen 146,8 Liter